# Александар Тралски
Александар Тралски (стгрч. Ἀλέξανδρος ὁ Τραλλιανός; око 525 – око 605) био је лекар активан у Византијском царству. Сматра се једним од најеминентнијих византијких лекара. Његов датум рођења се са сигурношћу може датирати у 6. век нове ере, јер га помиње Аеција Амидена, који је вероватно писао тек крајем 5. или почетком 6. века, а Александра Тралског цитира лекар Павле Егински, за којег се претпоставља да је живео у 7. веку; осим тога, спомиње се и као савременик Агатије, који је почео да пише своју Историју у периоду почетка владавине Јустина II, око 565.

## Живот
Александар је рођен у грчкој породици у Тралу у Малој Азији. Његов отац Стефан је био лекар и он га је одгајао. У свом делу он одаје почаст и другој особи коју не спомиње по имену али његовон сину Козми посвећује своје главно дело, које је на његову молбу написао из захвалности.
У лекарском раду је има доста искуства и велики углед, не само у Риму, већ где год је путовао, по Шпанији, Галији и Италији, где су га звали „Александар лекар“. Агатија такође са великом похвалом говори о своја четири брата, Антемију, Диоскору, Метродору и Олимпију, који су сви били истакнути по раду у неколико професија. Александар није био само састављач, као друге колеге у овом периоду, већ је оригиналнији аутор са лилним ауторским печатом у делима. Своје велико дело написао је у дубокој старости, на основу резултата сопственог искуства, у добу живота када више није могао да поднесе умор од праксе. Његов стил писања је углавном био, према научницима као што је Џон Фрејнд, веома добар, кратак, јасан и бирао је изразе који иако нису увек били савршено елегантни али су били веома експресивни и разумљиви.
Постоји спор око тога којем огранку медицинске школе је припадао.
Веровао је у примену чари и амајлија. На пример, његов предлог за лечење грознице био је: „Скупите лист маслине пре изласка Сунца, напишите на њему обичним мастилом κα ροι α (ka roi a) и окачи га на врата.“

## Стручна дела
Александрово главно дело, под насловом Дванаест књига о медицини, први пут је објављено у лошем латинском преводу, са насловом Alexandri Yatros Practica. Књига је више пута прештампана. На грчком је први пут објављено у Паризу 1548.
Друго Александрово дело које је још увек сачувано је кратка расправа, Περὶ Ἑλμίνθων, De Lumbricis, које је први на грчком и латинском језику објавио италијански лекар Хијероним Меркуријалис (Венeција 1570).
Чини се да је Александар написао и неколико других медицинских радова који су сада изгубљени.
Он је такође заслужан за откриће да депресија (меланхолија) може довести до убилачких и суицидалних тенденција.
На расправа о урину коју је написао Александар од Трала алудира Јован Актуарије, док сам Александар помиње своје дело о болестима очију које је преведено на арапски. Друга медицинска расправа о плеуритису, за коју се наводи да је такође преведена на арапски, вероватно је била тек шеста књига његовог већег дела, која је у потпуности посвећено разматрању ове болести. Два друга медицинска дела која се понекад приписују Александру од Трала, такође се приписују Александру од Афродизије.

## Дела
- Fragment d'un ouvrage grec d'Anthèmius sur des Paradoxes de mècanique (на језику: француски). Париз. 1777.